# Călin Vlasie
Călin Vlasie (n. 21 mai 1953, Buzău) este un poet, prozator, eseist, publicist și editor român. 

## Biografie
Călin Vlasie s-a născut la 21 mai 1953, la Buzău. Stabilit în Pitești din 1957. A absolvit în 1972 Colegiul Național „I.C. Brătianu” din Pitești  (fost „Nicolae Bălcescu”) și în 1978 Facultatea de Filosofie - Istorie, secția pedagogie - limba franceză, a Universității din București. A debutat în revista „Argeș”, seria Gheorghe Tomozei,  în 1970. A participat la fondarea, în 1977, a "Cenaclului de Luni" condus de criticul și istoricul literar Nicolae Manolescu. Colaborează cu poezie, eseuri și articole la principalele reviste de cultură din țară. 
Până în 1990 a lucrat ca muncitor necalificat la Combinatul de Prelucrare a Lemnului Pitești (1972), ca muncitor necalificat în subteran la mina de cărbune Jugur, Câmpulung Muscel (1973), ca profesor defectolog la Școala Ajutătoare de Fete  Tâncăbești-Snagov (1978-1980),  ca logoped la Centrul Logopedic Interșcolar Pitești (1980-1982), psiholog-logoped în cadrul Laboratorului de Sănătate Mintală și Spitalului de Psihiatrie din Pitești (1982-1990). După 1990: a fost redactor și director la revistele Arges și Calende (23 dec.1989- iunie 1993), a înființat și a manageriat editurile Calende (1991-1993), Didactica Nova (1992-1993), Vlasie (1993-1994), Paralela 45 (1994-2017),  și Grupul Editorial Rocart, cu editurile Rocart și Comper (2017- și în prezent). Director al Editurii Cartea Românească (2017-2018). A editat peste 5500 de titluri de  carte, colecțiile pe care le-a creat fiind repere culturale în literatura română postdecembristă. 
A fost lector universitar la Facultatea de Jurnalism a Universității din Pitești. Activitate de cercetare științifică în psihopedagogia deficiențelor mentale (1978-1980). A înființat și dezvoltat în 2010 cel mai mare concurs școlar, primul concurs școlar fără plată, din România, Concursul Comper, dedicat elevilor din clasele 0-8. A înființat Cenaclul literar online QPOEM în  11 septembrie 2015. În 2002 a înființat și a condus Filiala Pitești a Uniunii Scriitorilor din România (2002-2005). În 2006 a înființat și a dezvoltat Tipografia Graficprint a Editurii Paralela 45. 
A publicat poezie, articole, interviuri în majoritatea revistelor literare românești. A debutat în revista  Argeș, seria Gheorghe Tomozei, în 1970.  
Premiul pentru debut al revistei Argeș,1985; Premiul Frontiera-Poesis, al revistei Poesis,1999; Premiul pentru activitatea literară al revistei Convorbiri literare și al Filialei Iași a USR, Premiul Revistei Mozaic; Premiul „Iosif Vulcan” pentru construcție culturală acordat de revista Familia, 2017; Premiul Filialei Iași a USR pe 2017 pentru volumul „Știința apropierii de viitor”; Premiul Scriitorul lunii al Uniunii Scriitorilor din România, 2021 pentru volumul micile întâmplări.
Diverse premii naționale și internaționale pentru activitatea de editor. 
În 2008 i se conferă Ordinul Meritul Cultural în grad de Cavaler.

## Debut editorial
A debutat în 1981 cu placheta de versuri Neuronia, apărută în "Biblioteca Argeș", nr. 2 (supliment al revistei omonime), reluată ulterior în Caietul debutanților, 1980-1981, Editura Albatros,1983, calificată de C. Rogozanu de „lume a dilemelor intelectului pur care își reconstruiește o realitate stranie, rarefiată”.
Despre Laborator spațial scrie Radu G. Țeposu în Istoria tragică & grotescă a întunecatului deceniu literar nou, 1993 (p. 77) remarcând „acele fulgerări lirice care prind, în mișcări rapide, încordări autentice, vibrații ale unei sensibilități ulcerate: „cum/poți/să/visezi/moartea/cînd/sufletu-i/dominat/de frică?” (cum poți)”. Poetul afirmă, pe drept: „Valoarea literară este autonomă, este rezultatul a mii și mii de nopți de lectură și exercițiu literar, își are legi estetice care nu ascultă de nicio rațiune politică sau propagandistică.”

## Citate
„Faptul că poetul își intitulează acest volum antologic Acțiunea interioară e semnificativ. Poezia sa e rezultatul unui program de acțiune psihică, dublat - nu se putea altfel - de o acțiune în plan lingvistic, de o strategie retorică. Chiar dacă e desfășurat într-un laborator, acest program refuză simularea și e aplicat pe viu, cel care scrie fiind singur în măsură să-i aprecieze consecințele, limitele. În ultimă instanță Călin Vlasie e un poet experimental urmărind nu să distrugă poezia, ci să o salveze. Am văzut pas cu pas toată dramatica desfășurare a acțiunilor de salvare, schemele proiective, mijloacele, deciziile, rezultatele de moment, cedările și repoziționările, efectele ultime. Coerența acestui program de acțiune interioară nu e perfectă. Fiind un îndrăgostit de poezie, stăpânit de o luciditate împinsă până la viciu, Călin Vlasie nu poate evita destule din greșelile dragostei: e obsedat de noutatea situațiilor și chiar de exotism, cedează prea ușor în fața revelațiilor momentane, se lasă orbit de cuvinte, ajunge să repete unele “declarații“, pune ideea deasupra voluptății carnale și încearcă, în ciuda evidențelor, să raționalizeze inefabilul. Există în poezia sa acea crispare care vine din ambiția unei iubiri unice. În final, sentimentul ratării, al eșecului este insuportabil. Dar nu în felul acesta se face cunoscut orice adevăr în care s-a crezut prea mult?” (Gheorghe Crăciun, postfață la „Acțiunea interioară”,1999)
„Personalitate de prim-plan a literaturii române de la sfîrșitul secolului XX și din prima parte a următorului, intelectual de  calibru, cu o concepție ingenioasă și profundă asupra evoluțiilor  psihicului uman în postmodernitate, mare editor, creator de strategie  culturală și educațională de lungă bătaie, Călin Vlasie e – pe  deasupra și, de fapt, în primul rînd – un poet de vîrf, de o frapantă  originalitate. Opera sa, elaborată cu minuție, în circa un  deceniu de căutare intensă a echilibrului fragil dintre conceptualizarea  riguroasă și misterul insondabil, propune un extraordinar  scenariu de explorare psiho-fantasmatică a lumii. O experiență  literară impresionantă, al cărei miez magmatic va rămîne incandescent,  menținîndu-i peste vremuri, intactă, forța fascinatorie...” (prefață la OPERA POETICĂ, 2017, de Ion Bogdan Lefter)
„Trecut prin multe hopuri, unele puse de alții (de cenzură, bunăoară), altele survenite din dialectica propriei creativități, Vlasie era un poet cu una din cele mai subțiri bibliografii. Asta pînă să explodeze tripticul Virtual (Konectat, 2023, Generator, 2024, iar acum – Suprem), un proiect chiar unic în poezia noastră, o rachetă în trei trepte prin care realul e teleportat în virtual pentru a se întoarce de acolo cu valențe vizionare potențate. E o viziune-manifest (sau manifest-viziune) în care reforma pornită în tinerețe își atinge apogeul într-o demonstrație concretă în care programaticul e contopit (cînd nu e nevoie de prestația sa directă, mai ales în Suprem, unde e inserat și un fragment de interviu autocalificant) cu inefabilitatea concretizată în notații.” (Al. Cistelecan, prefață la Virtual. Cartea 3. Suprem , 2024)

## Volumele publicate
- Laborator spațial (titlul original, Laboratorul, fiind respins de cenzură), poezie, Editura Albatros, 1984;
- Întoarcerea în viitor, poezie, Editura Litera, 1990;
- Un timp de vis, poezie, Editura Calende,1993;
- Acțiunea interioară (antologie de autor), prefață Gheorghe Crăciun, poezie, Editura Paralela 45,1999;
- Literatura română postbelică între impostură și adevăr, publicistică, în colaborare cu Nicolae Oprea, Editura Paralela 45, 2000;
- Neuronia / Neuronie, poezie (ediție bilingvă, trad. în limba franceză de Jean-Louis Courriol, Editura Paralela 45, 2003);
- Poezie și psihic, jurnal de idei, Editura Paralela 45, 2003;
- Nicolae Manolescu 70, în colaborare cu Ion Bogdan Lefter, publicistică, Editura Paralela 45, 2009;
- Strategia de a moșteni nebuni cinstiți sau ridicarea la putere, publicistică, Editura Paralela 45, 2016;
- Cenaclul de Luni – 40, memorialistică, în colaborare cu Ion Bogdan Lefter, Editura Cartea Românească,  2017;
- Opera poetică, poezie, 1976 – 1989, prefață Ion Bogdan Lefter, Editura Cartea Românească, 2017;
- micile întâmplări, poezie, Editura Cartea Românească, 2021;
- Virtual. Cartea 1. Konectat– Editura Rocart (2023);
- Virtual. Cartea 2. Generator, Editura Rocart  (2024);
- Virtual. Cartea 3. Suprem cu o prefață de Al. Cistelecan, Editura Rocart (2024).

## Prezent în antologii și dicționare
- Alexandru Mușina, Antologia poeziei generației `80 (1993) (2002);
- 1994 - Streiflicht – Eine Auswahl zeitgenössischer rumänischer Lyrik (81 rumänische Autoren), - "Lumina piezișă", antologie bilingvă cuprinzând 81 de autori români în traducerea lui Christian W. Schenk, Dionysos Verlag 1994, ISBN 3-9803871-1-9;
- Dumitru Chioaru, Ioan Radu Văcărescu, Antologia poeziei române de la origini până azi (1998);
- Monica Spiridon, Ion Bogdan Lefter, Gheorghe Crăciun, Experimentul literar românesc postbelic (1998);
- Adam J. Sorkin, Day after night,Twenty romanian poets for the twenty-first century, U.S.A. (1998);
- Gheorghe Crăciun, Competiția continuă. Generația `80 in texte teoretice (1994;1998);
- Gerhard Csejka, Der Schlaf tragt aus dieser Welt. Lyrik und Prosa aus Rumanien, Drehpunkt, nr. 89, Elveția, 1994;
- Ch.W.Schenk, Streiflicht - Eine Auswahl zeitgenössischer Rumanischer Lyrik, Germania (1994);
- Dieter Scheslak, Gefahrliche Serpentinen. Rumanische Lyrik der Gegenwart, Germania (1997);
- Andrei Bodiu, Romulus Bucur, Georgeta Moarcăs, Romanian Poets of the '80s and '90s (1999);
- Irina Nicolaescu, Sergiu I. Nicolaescu, Rugăciunile poeților. Antologie de poezie religioasă românească (2000);
- Ion Bogdan Lefter, Scriitori români din anii '80-'90. Dicționar biobibliografic (2001);
- Irina Petraș, Panorama criticii literare românești. Dicționar ilustrat. 1950-2000 (2001);
- Laurențiu Ulici, Antologia poeților tineri. 1978-1982 (2005);
- Aurel Sasu, Dictionarul biografic al literaturii romane (2006);
- Helmut Berner, Wurzeln im Licht. Zeitgenossiche rumanische Lyrik (2006);
- Angelica Lambru, El muro del silencio / Zidul tăcerii. Antologia de poesia rumana contemporanea. Prologo: Pedro J. De la Pena, Spania (2007);
- Marin Mincu, O panoramă critică a poeziei românești din secolul al XX-lea (2007);
- Florin Șindrilaru, Poet, poezie, destin (2012);
- Daniel Puia-Dumitrescu, O istorie a Cenaclului de Luni (2015);
- Cosmin Ciotloș, 111 cele mai frumoase poezii ale generației ’80 (2015);
- Pieta - Eine Auswahl rumänischer Lyrik, Dionysos, Boppard, 2018, în traducerea și selectarea lui Christian W. Schenk, ISBN 9781977075666
- Angela-Ana Grădinaru, Antologie de poezie de dragoste (2021);
- 95 de poeți români din secolul xx. O antologie sentimentală, în traducerea lui Dimitris Kanellopoulos, Grecia (2023);
- Rumänische Lyrikanthologie Band VI:Von den Anfängen bis heute VI, în traducerea și selectarea lui Christian W. Schenk, Dionysos, Boppard, Germania (2023);
- Irina Petraș, Cartea cărților copilăriei, cum am devenit cititor?(antologie), 2024;
- Angela-Ana Grădinaru, Părinți și copii. O istorie literară & antologie de poezie și proze, 2024.

## Tradus
Tradus în: Franța, Germania, Elveția, Italia, S.U.A., Canada, Spania, Serbia, Grecia, Suedia, Mexic. 
- Neuronie/Neuronia, (ediție bilingvă, trad. în limba franceză de Jean-Louis Courriol), Écrits des Forges, Quebec, Canada, 2005;
- Yнytрaшњa aкциja, Europoint, Belgrad, Serbia, 2000;
- Virtuell (Buch 1: Eingeloggt), Herausgegeben und übersetzt von Christian W. Schenk, Dionysos – 2024 Boppard, ISBN 9798879269567.

## Afilieri
- Membru al Uniunea Scriitorilor din România, 1990
- În 2002 a înființat Filiala Pitești a Uniunii Scriitorilor din Romania al cărui președinte a fost până în 2005.
- Membru fondator și vicepreședinte (1998) al Asociației Scriitorilor Profesioniști din România - ASPRO.
- Vicepreședinte al Uniunii Editorilor din Romania (2010)
- Președinte al Fundației pentru Educație, Științe și Arte (FEDUSA), din 2010
- Membru PEN CLUB ROMÂNIA, 2016
- Fondator, director și coorganizator al Festivalului Internațional de Literatură, Literatura în stradă - FILSTREET, 2023